# Aepyornithomimus
Aepyornithomimus („napodobitel rodu Aepyornis“), žil asi před 89 až 83 miliony let (pozdní křída) na území dnešního Mongolska (souvrství Djadochta). 

## Popis
Byl to zřejmě všežravý ornitomimidní („pštrosí“) dinosaurus střední velikosti, vzdáleně příbuzný později žijícím severoamerickým rodům Ornithomimus a Struthiomimus. Jde o dosud jediný známý druh ornitomimida, popsaný ze zmíněného souvrství. Fosilie kostí levé dolní končetiny byly objeveny v roce 1994 v průběhu Japonsko-mongolské paleontologické expedice do Gobi. Jediný známý druh A. tugrikinensis byl popsán mezinárodním vědeckým týmem v roce 2017.
Dokázal pravděpodobně rychle běhat, přičemž možná dosáhl rychlosti až kolem 70 km/h.

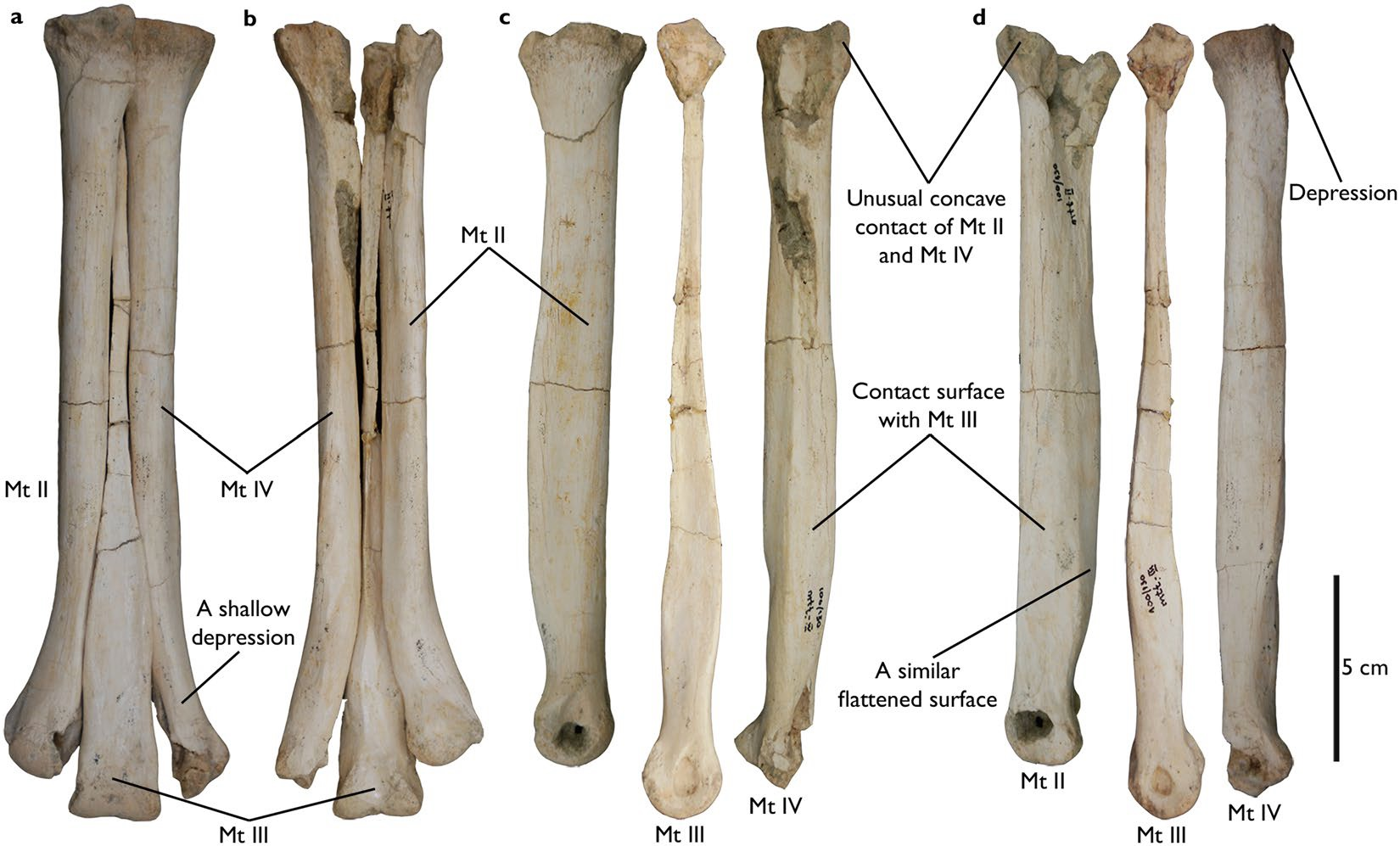
Metatarzální kosti druhu Aepyornithomimus tugrikinensis.